# .bible
.bible是一個新的互聯網頂級域名，啓用於2016年。根據互聯網名稱與數字地址分配機構的描述，用於使注冊人推廣自己及其網站，并將其推向互聯網社區。其要旨是在建立與《聖經》的積極聯係。

## 外部鏈接
- 官方网站
- . ICANN 維基.   [2019-02-07]. （原始内容存档于2016-02-19）.